# Privelack
Privelack (niederdeutsch Privlack) ist ein Dorf im Ortsteil Kaarßen der Gemeinde Amt Neuhaus in Niedersachsen.

## Geographie
Der Ort liegt fünf Kilometer nordöstlich von Hitzacker am gegenüberliegenden Ufer der Elbe.

## Geschichte
Für das Jahr 1848 wird angegeben, dass der Ort nach Stapel eingepfarrt war und sich die Schule im Ort befand. Am 1. Dezember 1910 hatte Privelack im Kreis Bleckede 140 Einwohner. Im Rahmen der Gebietsänderungen in Mecklenburg wurde Privelack am 1. Juli 1950 nach Kaarßen eingemeindet. Nach der deutschen Wiedervereinigung wechselte der Ort am 30. Juni 1993 aus Mecklenburg-Vorpommern nach Niedersachsen in den Landkreis Lüneburg. Am 1. Oktober 1993 wurde Kaarßen mit Privelack in die Gemeinde Amt Neuhaus eingemeindet.